# Franz Beer (Maler)
Franz Schleissner-Beer (* 21. Februar 1929 in Wien; † 26. September 2022 in Hannover) war ein deutsch-österreichischer Maler und Hochschullehrer.

## Leben
Franz Beer besuchte ab 1944 die Staatliche Kunstgewerbeschule Wien und wechselte 1947 an die Akademie der bildenden Künste Wien, bevor er sein Studium von 1948 bis 1950 an der Hochschule für angewandte Kunst Wien fortsetzte. Zu seinen Lehrern zählten Herbert Boeckl, Albert Paris Gütersloh und Paul Kirnig. 1950 erlangte er das Diplom. In den 1950er- und 1960er-Jahren wirkte er künstlerisch in Frankreich, Deutschland, der Schweiz und Italien. Von 1959 bis 1965 stand er unter Exklusivvertrag der Galerie Bing in Paris. In den 1960er-Jahren ging er in die Vereinigten Staaten von Amerika. Dort war er ab 1966 als Gastdozent am Massachusetts College of Art and Design in Boston tätig, anschließend ab 1967 an der Brown University sowie 1967 und 1968 an der Harvard University. Von 1968 bis 1970 wirkte und lebte er in Hamburg.
Beer folgte 1970 einem Ruf als Professor an die Fachhochschule für Gestaltung nach Schwäbisch Gmünd. Dort wirkte er bis zu seiner Versetzung in den Ruhestand 1991. Er leistete dort einen wesentlichen Beitrag zur programmatischen Entwicklung der Grundlehre. 1974 war er außerdem Gastprofessor an der University of North Carolina at Greensboro. Er lebte von 1970 bis 1977 in Schwäbisch Gmünd, von 1977 bis 2000 in Spraitbach sowie zunächst als Zweitwohnsitz ab 1992 in Venedig. Um 2000 übersiedelte er vollständig dorthin. Beer starb im Alter von 93 Jahren in Hannover.
Einzelausstellungen hatte er unter anderem in Wien, Venedig, Mailand, St. Pölten und Schwäbisch Gmünd. Werke befinden sich beispielsweise in den Sammlungen der Abegg-Stiftung, der Fine Arts Museums of San Francisco, der Peggy Guggenheim Collection, des Niederösterreichischen Landesmuseums, des Museums im Prediger, der Galleria Nazionale d’Arte Moderna in Rom oder der Staatsgalerie Stuttgart.
Beer war mit der Pädagogin und Übersetzerin Marlis Schleissner-Beer (* 1932) verheiratet, die 1997 den Landespreis für Heimatforschung Baden-Württemberg erhielt.

## Schriften
- FS-Beer, Amt der Niederösterreichischen Landesregierung, Wien 1989, ISBN 3-85460-004-6.
- Suche nach Form, Publ. P No 1, Weitra 2005, ISBN 978-3-85252-708-6.